# 萬自約
萬自約（1556年—1605年），字崇禮，號仰山，山西太原右衛右所（今屬太原市）人，軍籍，明朝政治人物。

## 生平
萬曆七年己卯科山西鄉試第十一名，萬曆八年（1580年）庚辰科會試第二百七十五名，三甲第一百二十四名進士。户部觀政，本年授唐县知县，十四年以卓异纪录，行取，擢刑科给事中，十五年养病。十七年十月除補户科。前后劾罢两尚书、两都御史、一翰林学士。當事忌之，十八年二月外補陕西僉事。日本犯朝鲜，萬自約力谏和议。二十年十一月升尚宝司少卿，二十一年八月升光禄寺少卿，二十二年十一年升南京太仆寺少卿，二十三年九月改北太仆寺少卿，二十五年正月升太常寺少卿，二十六年四月官至顺天府尹，二十七年七月以諫停罢大内所索珠宝，連降四级，调外任用为两浙运副。揮庫藏羡余，裁不时之索，忤權貴，歸里。澹泊自甘，惟事诗文。卒年五十，士論惜之。

## 家族
曾祖父萬良；祖父萬瑛，曾任訓導；父萬化，長史進階中順大夫，母盧氏（封宜人）。永感下。兄萬自統。
孫萬鼒，顺治乙未进士。